# Isla Soto (Argentina)
Isla Soto es una localidad argentina ubicada en el Municipio de Puerto Vilelas, Provincia del Chaco. Se encuentra ubicada en una franja de 300 metros que ocupa el albardón costero del río Paraná, frente a la costa Sur de la isla Soto, separada de la costa por el llamado riacho Soto; en la orilla contraria del Paraná se asienta la localidad de Derqui. La mayoría de sus habitantes vive de la pesca.
La localidad no cuenta con calles internas, solamente un camino que la comunica con Puerto Vilelas, ubicándose casi la totalidad de las edificaciones entre este camino y la costa. Las crecientes del Paraná tornan frecuentes los desmoronamientos que hacen perder el espacio del poblado, mientras que las restantes tierras son propiedad de desarrollos ganaderos. En 1999 el Instituto de Colonización resolvió afectar 120 hectáreas de tierra pública a la comunidad rural de Isla Soto, sin embargo los pobladores no lograron la titularidad comunitaria.

## Infraestructura
La escuela primaria 797 "Gobernador Dr. Rolando José Tauguinas" brinda educación a unos 67 alumnos entre los que hay también niños de jardín de infantes, y unos 20 adultos, atendida por 3 maestros.  y desde el año 2017 funciona una SRTic (Secundaria Rural mediada por Tecnología) con una matrícula de 18 alumnos de entre 13 y 19 años de edad. No cuenta con puesto de salud aunque un médico visita el paraje una vez por mes, y la mayoría de los partos son anotados en la vecina Provincia de Corrientes. La Administración Provincial del Agua brinda un servicio de agua potable.

## Población
Según un informe del Ministerio de Defensa 2017 unas 30 familias.